# Amaro (zone)
Pour les articles homonymes, voir Amaro.
Ancien woreda spécial de la région des nations, nationalités et peuples du Sud en Éthiopie, Amaro est depuis 2023 une zone administrative dans la région Éthiopie du Sud. Il compte 149 231 habitants en 2007. Son centre administratif est Kele.

## Géographie
Situé dans la vallée du Grand Rift, Amaro est bordé au nord-ouest par le lac Chamo et la zone Gamo. Il est limitrophe de la région Oromia à l'est.
Son centre administratif est Kele, aussi appelé Derba, en anglais : Kelle Town, sur la carte satellite.
Kele est à une quarantaine de kilomètres à l'ouest de la route Addis-Abeba-Moyale et à près de 200 km au sud d'Hawassa.
| Arba Minch Zuria (Gamo Gofa) |       | Gelana (Oromia)    |
| Dirashe                      | Amaro | Bule Hora (Oromia) |
| Konso                        | Burji |                    |

Les monts Amaro (en) sont les reliefs les plus marquants du woreda, le mont Dello culminant à 3 600 m d'altitude. Le parc national de Nech Sar s'étend au pied des monts Amaro entre le lac Chamo et le lac Abaya, au-delà de la limite nord du woreda, dans Arba Minch Zuria. Kele n'est pas très loin d'Arba Minch à vol d'oiseau mais le voyage par la route nécessite un long détour au sud via Soyama et Karat.[à vérifier]
La rivière Gelana longe la limite est du woreda en direction du lac Abaya.

## Histoire
Le peuple Koore (en), qui est originaire des hauts plateaux du Gamo à l'ouest du lac Abaya, émigre vers les monts Amaro (en) au milieu du XIVe siècle[réf. souhaitée].
Amaro fait partie de l'awraja Gardula de la province Gamu-Gofa[à vérifier] durant le XXe siècle.
Il devient un woreda spécial de la région des nations, nationalités et peuples du Sud lors de la mise en place des régions en 1995.
Il perd son statut de woreda spécial à la création de la zone du peuple Segen en 2011 mais le retrouve à la dissolution de la zone Segen à la fin des années 2010[réf. souhaitée].
Il obtient le statut de zone en 2023 dans la nouvelle région Éthiopie du Sud.

## Population
Le woreda spécial Amaro a 149 231 habitants au recensement de 2007.
Kele, qui est sa seule localité urbaine, compte alors 8 633 habitants.
Le koorete (en) est la langue maternelle de 97 % des habitants, 1% des habitants citent l'amharique comme langue maternelle.
La plupart des habitants (88 %) sont protestants, 6 % sont orthodoxes, 3 % pratiquent les religions traditionnelles africaines, 2 % sont catholiques et 1 % sont musulmans.
Avec une superficie de 1 522 km2[réf. souhaitée], le woreda a en 2007 une densité de population de 98 personnes par km2.
Début 2022, la population du woreda est estimée, par projection des taux de 2007, à 219 964 personnes.